# Lehrenkopf
Lehrenkopf ist ein Naturschutzgebiet im Landkreis Ahrweiler im nördlichen Rheinland-Pfalz.
Es hat eine Größe von rund 35 Hektar und liegt auf den Gemeindegebieten von Kempenich (östlich und nördlich des Ortsteils Engeln) und Brenk (westlich und südlich des Ortsteils Fußhölle). Den Namen hat das Naturschutzgebiet von dem östlich von Engeln liegenden, 496 Meter hohen, Berg Lehrenkopf. 
Der Schutzzweck ist die Erhaltung des Lehrenkopfes aus wissenschaftlichen und landeskundlichen Gründen: 

„Wegen seiner geologischen Beschaffenheit, als Lebensraum seltener, in ihrem Bestand bedrohter wildwachsender Pflanzenarten und Pflanzengesellschaften und wegen seiner landschaftsbestimmenden, besonderen landschaftlichen Schönheit und Eigenart.“

Das Naturschutzgebiet wurde von der Bezirksregierung Koblenz per Rechtsverordnung vom 20. September 1989 ausgewiesen. 